# Vicente Barbieri
Vicente Mauricio Barbieri fue un poeta argentino nacido el 31 de agosto de 1903 y fallecido el 10 de septiembre de 1956. Nacido en la ciudad de Alberti. Fue parte de la Generación de los 40, y es conocido por varias colecciones de poesía como El bailarín (1957), y otras. En los años 1955 y 1956 fue director de la revista El Hogar y presidente de la Sociedad Argentina de Escritores (SADE). Murió a la edad de 53 años de tuberculosis y fue galardonado póstumamente con el Premio Nacional de Poesía.

## Biografía
Nació el 31 de agosto de 1903, en el Cuartel Séptimo del Partido de Alberti, en un paraje campesino entre las localidades de Villa María y Coronel Mom.
Su madre, Blanca Marino, murió a los 13 días del nacimiento de Barbieri. Con tan solo once meses de vida, su padre lo llevó a la casa de doña Francisca Clemente, propietaria de una estanzuela conocida como “La Azotea”. Allí se crio y permaneció hasta los 16 años de edad, cuando la familia Clemente vendió aquellas tierras y tuvo que mudarse a Buenos Aires.
Poco se sabe de la estancia de Barbieri en Buenos Aires. Se tienen noticias de él hacia 1924, año en el que termina la conscripción en el Acantonamiento de Campo de Mayo.
En su cuaderno de memorias, titulado por él "El aldabón gris", Vicente Mauricio anota: 

“…después de salir de la conscripción, encontrándome sin qué hacer y con veintiún años a mi disposición, se me ocurrió ‘largarme a rodar tierra’, y así recorrí todo el territorio de La Pampa y provincia de Buenos Aires. He dormido a campo raso, más allá de `punta de rieles’, en medio de los bosques de Caleufú, con toda la noche alrededor y un alto cielo de estrellas sobre mi cabeza…”¹

Más adelante dice: 

“Trabajé en todo lo que se presentaba: peón de cuadrilla, tipógrafo, cargador de bolsas, periodista y… maestro rural.”¹

En 1930 regresa a Alberti y dirige el periódico Nueva Era, tribuna desde la cual defiende la causa de la Revolución del 6 de septiembre, encabezada por el General José Félix Uriburu. Dice Barbieri: 

“Ese periódico lo único que me brindó fue hambre, persecución y pérdida de tiempo (…). Tuve que largar todo y huir de Alberti (allí fue donde fundé y fundí mi periódico, que apareció hasta el 31 de diciembre de 1932).”¹

Tras su marcha de Alberti, y durante todo el siguiente año, es redactor del periódico La Razón de Chivilcoy.  
En 1934 se instala en Buenos Aires y comienza su vida literaria bohemia.[cita requerida] Nos cuenta de esa época: 

“Como decía, mis ropas y mis zapatos se iban en banda. A veces, una colaboración de la hoy extinguida Revista Aconcagua me levantaba por unos días. Una vez estaba en la última. Era un jueves. Acababa de ponerse en venta un número de la gloriosa revista Caras y Caretas; desganado y medio rengueando por los zapatos rotos, me arrimé a un kiosco para revisar ‘de ojito’ la revista, que no podía comprar. ¡Casi me caigo de emoción cuando vi mi colaboración publicada en la primera página, en color e ilustrada por Álvarez! Me fui corriendo –es decir, rengueando para que no se me desprendiera toda la suela- y doblé por la esquina de Avenida y Chacabuco. [cita requerida]En el número 131 estaba la redacción y administración de Caras y Caretas. Allí me pagaron en seguida cuarenta pesos. ¡Cuarenta pesos, así de golpe! Volví por Chacabuco hasta Avenida, me metí en la primera zapatería que encontré (los zapatos era lo más [cita requerida]urgente).”¹

A finales del año 1936, el diputado provincial Juan Carlos Cánepa, ofrece a Barbieri un empleo –que este acepta gustoso- en la Oficina de Prensa e Información de la Gobernación, en la ciudad de La Plata. 

“Aquella quieta ciudad, el alejamiento, la tranquilidad –por un tiempo- de tener comida todos los días y una cama segura, ¡por Dios que me hacía mucha falta!”¹

[cita requerida]

1937 y 1938 fueron años de calma para mí: leer, pensar, dudar, dormir… Repasé a los clásicos, pensé mucho en Dios, en mi infancia, que fue tan piadosa allá en ‘La Azotea’, y me parecía volver poco a poco a una claridad de la que nunca debí alejarme.”¹

[cita requerida]
En 1939 publica Fábula del Corazón, su primer libro de poemas, dando comienzo a una nueva etapa en su vida. 

“La década que va desde 1941 hasta 1950 inclusive fue auspiciosa, dramática y decisiva para la vida y la obra de Vicente Barbieri. Durante ese período contrajo matrimonio, adquirió la enfermedad largamente incubada, que al fin terminaría por tronchar su vida, y realizó, en las condiciones materiales más precarias y en las espirituales más ricas de exltación y plenitud creadora, mucho de lo mejor, más denso, depurado y representativo de su obra literaria en verso y prosa.”²

[cita requerida]
El 18 de abril de 1942 se casa con Irma Ester Nóbile. Pocos meses después enferma y se traslada a Córdoba con su mujer. Padecía una lesión tuberculosa en el pulmón izquierdo, lo que lo obligaba a someterse a sucesivas intervenciones quirúrgicas. 
En 1944 termina de escribir –aún viviendo en Córdoba- El Río Distante, su primer y más perfecta obra en prosa.[cita requerida]

“A la Provincia de Buenos Aires / Albergue de infancias / Comarca de recuerdos / Zona de presente / y Oeste de futuros.” (Dedicatoria del autor).

[cita requerida]
Ese mismo año regresan a Buenos Aires, donde Barbieri es operado nuevamente; su salud empeora día a día. Sin embargo el período que va desde 1945 hasta la fecha de su desaparición en 1956, es para Barbieri una época de grandes logros en el terreno literario. Publicado en esta ciudad, "El Río Distante" fue seleccionado Libro del Mes y faja de Honor de la Sociedad Argentina de Escritores. 
Asimismo aumentan considerablemente sus colaboraciones en publicaciones de toda índole, tanto en el ámbito nacional como internacional. En relación con la “fama” de Barbieri, Horacio Armani dice: 
“

Hace años, Vicente Barbieri concentraba el elogio unánime de la crítica. Pocas veces un poeta centralizó el monopolio de las citas y el reconocimiento como él. No había crítico, ni tertulia, ni página literaria que no lo citara, reporteara o calificara como excepcional…”

En 1951 publica Desenlace de Endimión, laureado con el Premio Sarmiento de la Sociedad Argentina de Escritores (SADE), otorgado a la mejor obra en prosa publicada en ese año. El jurado estuvo integrado, entre otros, por: Enrique Banchs, Adolfo Bioy Casares y Manuel Mujica Láinez). 
En 1953 publica El Bailarín (Primer Premio Nacional de Poesía, otorgado recién en 1957). En 1954 escribe El Intruso, obra publicada en 1958, luego del fallecimiento del poeta Albertino. En ese año se publica El libro de las mil cosas, con selección y prólogo de Vicente Barbieri. 

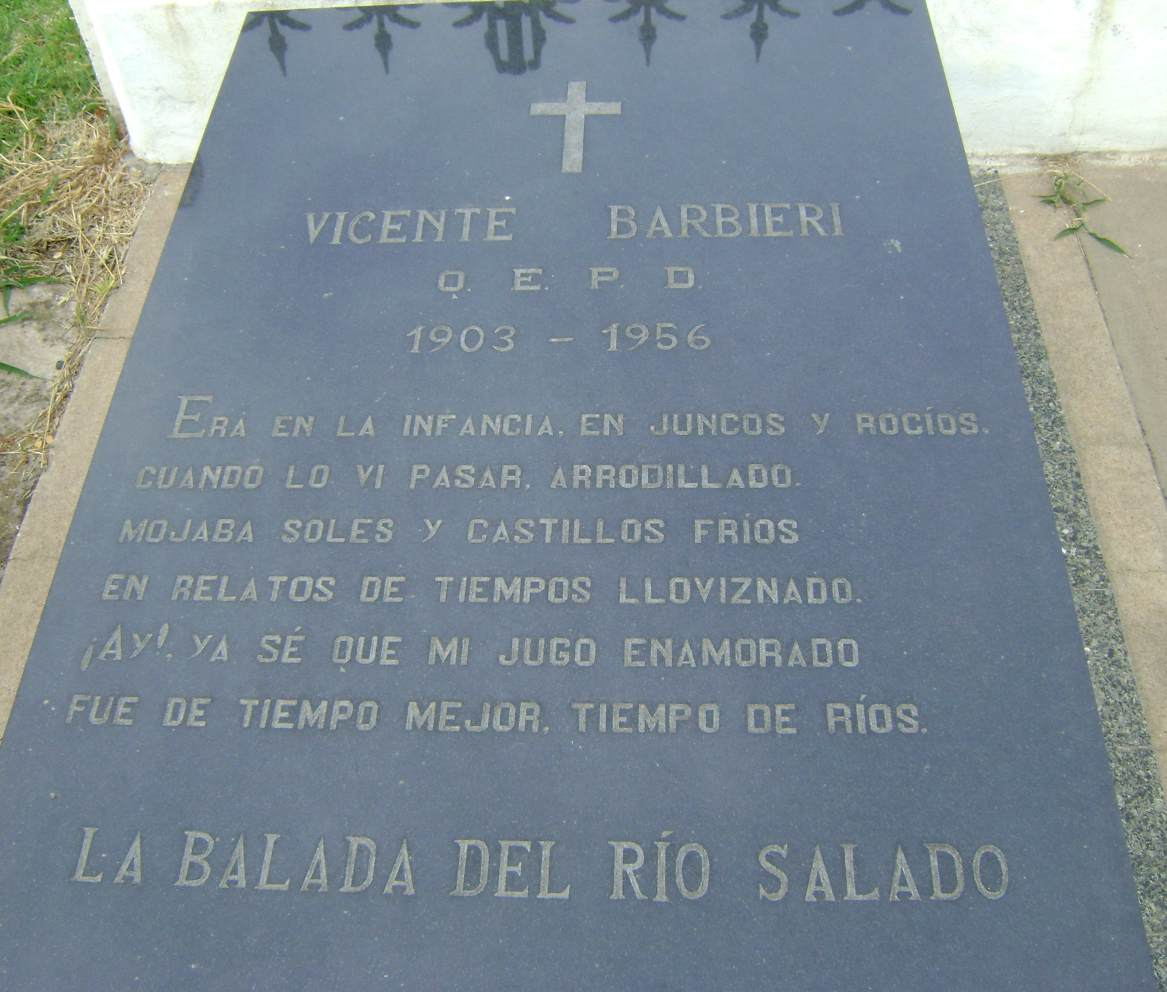
La lápida bajo la cual reposa el poeta Vicente Barbieri, tal como está en el cementerio municipal de Alberti

El 29 de agosto de 1955 es elegido Presidente de la Sociedad Argentina de Escritores, cargo que desempeña hasta su muerte. El lunes 10 de septiembre de 1956, muere en su departamento de avenida del Libertador número 540, de la Capital Federal. Sus restos son velados en la Sociedad Argentina de Escritores y el sepelio se efectúa en el Cementerio de la Chacarita. El 3 de octubre de ese mismo año se estrena Facundo en la Ciudadela en el Teatro Nacional Cervantes, pieza dramática en un prólogo y tres partes, escrita por Barbieri. El ministro de Comunicaciones de la dictadura, Luis María Ygartúa, hizo intervenir los más importantes periódicos para «reorientar» su mensaje, colocando en ellos a civiles favorables a la dictadura, designando a Vicente Barbieri como director de El Hogar y Crítica.
El 10 de septiembre de 1961, al cumplirse el quinto aniversario de su fallecimiento, sus restos fueron depositados en el Cementerio de Alberti. Su tumba, con verdadera justicia, fue orientada para que su cabeza mirara hacia el Río Salado (Buenos Aires). En la lápida colocada sobre su tumba están grabados los versos iniciales de La Balada del Río Salado: 

“Era en la infancia, en juncos y rocíos / cuando lo vi pasar, arrodillado.”

## Obras
- Fábula del corazón (1939) (poesía)
- Nacarid Glynor María (1939) (poesía)
- Árbol total (1940) (poesía)
- El bosque persuasivo (1941) (poesía)
- Corazón del Oeste (1941) (poesía)
- La columna y el viento (1942) (poesía)
- Número impar (1943) (poesía)
- El río distante (Relatos de una infancia) (1945) (prosa)
- Cabeza yacente (1945) (poesía)
- Cuerpo Austral (1945) (poesía)
- Anillo de sal (1946) (poesía)
- Dos veces el mismo rostro (1951) (prosa)
- El bailarín (1953) (poesía)
- Facundo en la ciudadela (1956) (teatro)
- El intruso (1958) (prosa)
- El libro de las mil cosas (1958) (prosa)
- Obra poética (1961) (publicada póstumamente, poemas, con prólogo de Carlos Mastronardi y epílogo de Juan Carlos Ghiano)
- Prosas dispersas (1970) (textos inéditos)